# Joe Haines
Pour les articles homonymes, voir Haines et Haynes.
Joseph Thomas William Haines, né le 29 janvier 1928 à Rotherhithe (Grand Londres) et mort le 19 février 2025 à Royal Tunbridge Wells (Kent), est un journaliste britannique, porte-parole du dirigeant travailliste Harold Wilson à partir de 1969.
À la suite de la victoire des travaillistes lors des élections générales britanniques de février 1974, Harold Wilson devient Premier ministre du Royaume-Uni et Joe Haines devient son porte-parole jusqu'à la démission de Wilson en 1976.